# Dr.-Karl-Renner-Institut

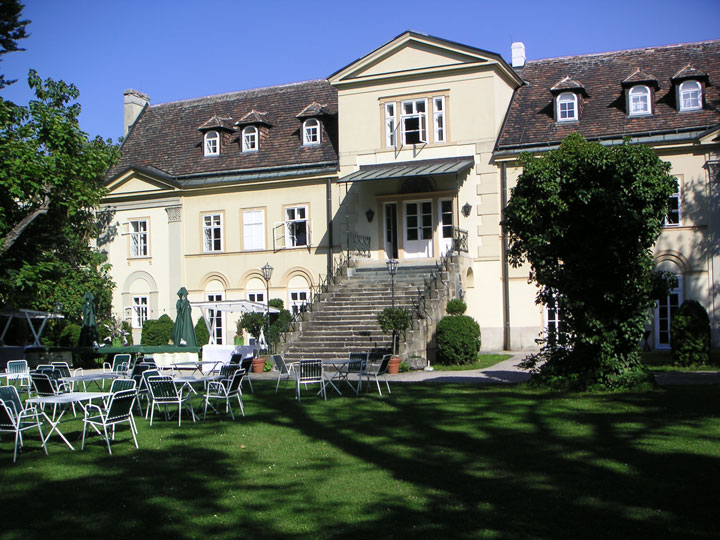
Gartenansicht von Schloss Altmannsdorf, 1978–2018 Sitz des Renner-Instituts

Das Dr.-Karl-Renner-Institut (kurz Renner-Institut) ist die politische Akademie der Sozialdemokratischen Partei Österreichs, die nach Karl Renner benannt wurde und als Verein organisiert ist (ZVR-Zahl 466259279). Der Verein wurde am 13. September 1972 gegründet und war von 1978 bis 2018 im Schloss Altmannsdorf in Wien untergebracht, das die SPÖ dann verkaufen musste. Seit Ende 2018 hat das Institut seinen Sitz im Quartier Belvedere im 10. Wiener Gemeindebezirks.

## Aufgaben
- Transmission zwischen Wissenschaft und SPÖ mit dem Ziel, Experten stärker in Politikformulierung und -umsetzung einzubeziehen,
- Forum für politische Diskussion, um sozialdemokratische Positionen in die öffentliche Diskussion einzubringen,
- Weiterbildung und Personalentwicklung für die SPÖ mit dem Ziel, deren Mitarbeiter für deren Aufgaben zu qualifizieren,
- Organisationsentwicklung für die SPÖ mit dem Ziel, die Parteistrukturen offener und moderner zu gestalten.

## Zielsetzung
Um den genannten Aufgaben nachkommen zu können, richten sich das Renner-Institut und seine neun Landesstellen mit diversen Publikationen, Diskussionsveranstaltungen, Enqueten und Vorträgen an die politisch interessierte Öffentlichkeit. Durch Fachtagungen und Seminare sollen Experten sowie Multiplikatoren angesprochen werden. Einen wichtigen Stellenwert nimmt dabei die internationale Bildungsarbeit ein. Darüber hinaus organisiert das Renner-Institut Workshops und individuelle Beratungen für Funktionäre, Mandatsinhaber und Mitarbeiter der SPÖ. Dabei geht es um Unterstützung für die lokale politische Arbeit, Diskussionen zu politischen Streitthemen und um Hintergrundinformation zu aktuellen politischen Fragen.

## Geschichte
Im September 1972 wurde der Verein Dr.-Karl-Renner-Institut gegründet und von der SPÖ als Träger der politischen Bildungsarbeit nominiert. Basis dafür war das „Bundesgesetz über die Förderung staatsbürgerlicher Bildungsarbeit im Bereich der politischen Parteien sowie der Publizistik“. Die Statuten des Vereins wurden so gefasst, dass das Vereinskuratorium mit dem erweiterten Parteipräsidium und die Generalversammlung mit dem Parteivorstand der SPÖ weitgehend identisch sind. Die Finanzierung ist im Publizistikförderungsgesetz geregelt. Sie erfolgt aus dem Bundesbudget und besteht aus einem für alle politischen Akademien gleichen Sockelbetrag sowie einem Zusatzbetrag, der sich aus der Anzahl der Mandate der jeweiligen Partei im Nationalrat errechnet. Aus dieser Form der Finanzierung ergibt sich die regelmäßige Prüfung der Mittelverwendung durch den Rechnungshof.
Karl R. Stadler, der von den Nationalsozialisten vertriebene und Ende der 1960er Jahre aus der Emigration nach Österreich zurückgekehrte Historiker der Arbeiterbewegung, wurde zum ersten Direktor bestellt. Gleichzeitig bezog das Institut Büroräumlichkeiten im Haus der Arbeiter-Zeitung in der Rechten Wienzeile 97 (Vorwärts-Gebäude) in Wien. Der erste Kuratoriumspräsident Bruno Kreisky definierte gemeinsam mit Direktor Stadler die in Gesetz und Vereinsstatut allgemein gehaltene Aufgabenstellung konkret. Die primäre Aufgabe des Renner-Instituts sah Kreisky darin, den Lernenden zu ermöglichen, die Vielfalt der Beziehungen zwischen Mensch und Gesellschaft zu erkennen. Dazu gehörten die Grundsätze der politischen Ökonomie ebenso wie die gesellschaftspolitische Rolle der Kultur oder die Funktion der Massenmedien. Es gelte, kritische Staatsbürger zu erziehen, gleichzeitig aber auch das vorhandene Begabungsreservoir auszuschöpfen und vor allem in jungen Menschen die Freude und Lust, politisch zu wirken, zu wecken. Diese Ziele sollen erreicht werden durch Schulungen, Seminare, Enquêten, Fernkurse, Stipendien und Forschungsaufträge, Publikationen, selbständige wissenschaftliche Arbeiten auf dem Gebiet der Sozialwissenschaft, internationalen Stipendiaten- und Referentenaustausch sowie internationale Kooperation mit ähnlichen Institutionen. Außerdem sollte die Arbeit des Instituts durch die (1973/1974 schließlich erfolgte) Gründung von Landesstellen in allen Bundesländern auf ganz Österreich ausgedehnt werden.
Dies ist durchaus als Nachvollzug der SPÖ-Organisationsreform der späten 1960er Jahre zu sehen, die den Bundesländern außerhalb Wiens statutarisch mehr Gewicht gab, während der bis dahin dominierende Einfluss der Wiener Parteiorganisation, des Zentralsekretariats und des ÖGB entsprechend verringert wurde.
Mit der Berufung Karl Blechas zum Zentralsekretär (1975) und zum Bundesbildungsobmann (1976) begann die Kooperation zwischen der Bildungsorganisation der SPÖ und dem Renner-Institut. 1976 übernahm im Zuge der Organisationsreform der SPÖ der Bundesbildungsausschuss einen Großteil der Aufgaben der früheren Sozialistischen Bildungszentrale und erfüllt diese seither gemeinsam mit dem Renner-Institut und der SPÖ-Bundesgeschäftsführung.
In den ersten Jahren konzentrierte sich das Renner-Institut darauf, Konzepte sozialdemokratischer Bildungsarbeit zu entwickeln sowie Seminare und andere Vermittlungsformen politischen Wissens und Handelns in der Praxis zu erproben. Gleichzeitig profilierte sich das Institut von Anfang an in der Öffentlichkeit durch Veranstaltungen mit prominenten Persönlichkeiten der Politik, Wirtschaft und Kultur aus dem In- und Ausland.
Da die Unterbringung in den Räumen des Vorwärts-Gebäudes lediglich ein Provisorium sein konnte, galt es, einen Ort zu finden, wo sowohl die Büros als auch die Ausbildungseinrichtungen untergebracht werden konnten, um einen kontinuierlichen Studienbetrieb zu ermöglichen. Nach längerer Suche wurde am Khleslplatz im 12. Wiener Gemeindebezirk ein entsprechendes Objekt gekauft und renoviert, 1978 erfolgte der Umzug. 1979 nahm das von einer eigenen Betreibergesellschaft errichtete spätere Gartenhotel Altmannsdorf seinen Betrieb auf, sodass Seminarteilnehmer nun auch untergebracht und verpflegt werden konnten.
Mitte 1977 war Karl Stadler wegen seiner beruflichen Verpflichtungen an der Universität Linz aus dem Renner-Institut ausgeschieden. Die Renovierung und Ausstattung des Renner-Instituts fand daher bereits unter der Leitung von Franz Slawik, statt. In dieser Phase wurden die Landesstellen stärker als bisher in die Durchführung von Seminaren einbezogen: Dadurch entstand zum einen quer durch Österreich ein dichtes Netz lokaler und regionaler Bildungsveranstaltungen, andererseits wurde am zentralen Institut Arbeitskapazität frei, die seither in wissenschaftliche Arbeit, die Erstellung von Skripten und Publikationen sowie die Neuentwicklung und Erprobung von Seminarmodellen investiert wird.
Als Franz Slawik 1980 in seinen ursprünglichen Beruf als Schuldirektor in Schwechat zurückkehrte und neue Aufgaben in der niederösterreichischen Landespolitik übernahm, ging die Leitung des Instituts auf den aus Salzburg kommenden Politikwissenschaftler Erich Fröschl über. Unter seiner Leitung wurde die Reichweite der Arbeit des Instituts innerhalb der SPÖ und in der Öffentlichkeit systematisch ausgebaut. Um die dementsprechend gewachsenen Aufgaben des Instituts zu bewältigen, wurde 1992 Karl Duffek (1962–2016) als stellvertretender Direktor bestellt.
Mit 1. Jänner 1999 übernahm Karl Duffek die Leitung des Instituts. Erich Fröschl wurde Chef der neu gegründeten Akademie für Internationale Politik des Renner-Instituts, eine Funktion, in der er bis zu seiner Pensionierung Ende Oktober 2009 engagiert war. Im September 2006 wurde Barbara Rosenberg auf Vorschlag von Direktor Duffek zur stellvertretenden Direktorin des Renner-Instituts bestellt.
Im Oktober 2016 wurde Maria Maltschnig als Nachfolgerin des im August 2016 verstorbenen Karl Duffek zur Direktorin des Karl-Renner-Instituts bestellt. Im November 2017 wurde bekannt, dass Christian Kern als Nachfolger von Alfred Gusenbauer Präsident des Instituts werden soll.
Im Juni 2017 wurde im Bundesparteipräsidium und Bundesparteivorstand der SPÖ der Verkauf des Gartenhotels Altmannsdorf beschlossen. Im Mai 2018 wurde bekannt, dass das Renner-Institut für 5,6 Millionen Euro rund 1.000 m² Bürofläche im Quartier Belvedere Central (QBC) Bauteil 6 erworben hatte, bis Ende 2018 übersiedelte das Institut dorthin. Im Dezember 2018 folgte Doris Bures Christian Kern als Präsidentin des Instituts nach. Die offizielle Eröffnung der neuen Räumlichkeiten des Instituts war für Mitte Jänner 2019 vorgesehen.
Im Juli 2025 wurde Sascha Obrecht als Nachfolger von Maria Maltschnig zum Direktor des Instituts ab September 2025 bestellt.

## Preise
Seit 1993 verleiht der Verein jährlich den Bruno-Kreisky-Preis für das politische Buch in mehreren Kategorien und seit 2016, gemeinsam mit dem SPÖ-Parlamentsklub, den Kurt-Rothschild-Preis für Wirtschaftspublizistik. Benannt ist der Preis nach Kurt Rothschild. Hauptpreisträger waren 2016 Peter Bofinger, 2017 Marcel Fratzscher, 2018 Heinz D. Kurz und 2019 Kate Raworth.